# Tales of the Jedi: Knights of the Old Republic
Star Wars: Tales of the Jedi és una sèrie de còmics publicats per Dark Horse Comics entre 1993 i 1998. Formen part de l'univers fictici de Star Wars ampliat i cobreixen la Gran Guerra Sith i la Gran Guerra Hiperespacial. La sèrie va representar les primeres històries cronològiques de Star Wars fins a la publicació de la sèrie de còmics i novel·les Dawn of the Jedi.
Els dirigents de l'editorial americana Dark Horse aprofitaven la tirada que havia tornat a tenir Star Wars amb la Trilogia de la Nova República i especialment en el món del còmic amb l'Imperi Fosc. L'1 d'octubre de 1993 van obrir una finestra de possibilitats inaugurant una era, el Període de l'Antiga República, i dels Jedi. Els còmics formaven una sèrie de cinc volums després recopilats en un solament.
Era el primer còmic que no tractava de la Trilogia Original i a causa de la seua precocitat no se sabia pràcticament gens dels Jedi i els va mostrar més com a guerrers missioners i místics amb un estil antic i sense túniques que com a Obi-Wan Kenobi o a Yoda.
El còmic mostrava uns Jedi més o menys lliures beneficiant-se dels ensenyaments d'un savi i centenari Mestre. La sèrie temptejava la vida dels Jedi d'aquella era explicant la història de diversos d'ells.
D'altra banda cal dir que aquest va ser un dels pocs còmics editats en castellà de Star Wars, i sobretot de la sèrie de còmics "Relats dels Jedi".

## Història
Els dos primers capítols narra la història dels tres aprenents (Ulic Qel-Droma, Cay Qel-Droma i Tott Doneeta) del Mestre Jedi que vigila en món de Onderon, Arca Jeth. Una guerra i una divisió cultural mantenen als habitants d'Onderon separats i en conflicte continu. Hi ha una oportunitat de pau, però algú intenta frustrar-la. Mentre que gens és el que sembla, els Jedi prompte descobriran que el mateix Costat Fosc i l'ombra dels Sith estan implicats.
D'altra banda els tres últims còmics narren la història de Nomi Sunrider i la seua lluita contra tota mena de bandits que la porten a ella i a la seua filla, després de ser assassinat el seu marit, a acceptar el seu destí com a Jedi sota el tutor ancià Mestre Thon.

## Apartat tècnic
Per a tota la sèrie es va utilitzar al guionista Tom Veitch, el mateix que va posar guió a Imperi Fosc. No obstant això els dibuixants van canviar.
Per als dos primers volums, els de l'incident d'Onderon, el dibuixant va ser Chris Gossett.
Per al tercer volum, que començava la història de Nomi Sunrider Janine Johnston va ser l'encarregada de dibuixar el projecte. Per als dos següents, que tancaven la història es va utilitzar no obstant al dibuixant David Roach.